# Nikolas Maes
Nikolas Maes (Kortrijk, 9 d'abril de 1986) és un ciclista belga, professional des del 2007 i actualment a l'equip Lotto Soudal.

## Palmarès
- 2004
  - 1r l'Étoile du Sud-Limbourg
  - Vencedor d'una etapa a la Ruta de l'Avenir
- 2006
  - 1r al Circuit de Valònia
- 2009
  - Vencedor d'una etapa a la Volta a Burgos
- 2013
  - 1r a la World Ports Classic

### Resultats al Giro d'Itàlia
- 2012. 106è de la classificació general

### Resultats a la Volta a Espanya
- 2010. 132è de la classificació general
- 2011. 151è de la classificació general
- 2014. 111è de la classificació general
- 2015. 107è de la classificació general